# Gara Băcia hc.
Gara Băcia hc. este o stație de cale ferată care deservește Băcia, județul Hunedoara, România.